# Ādī-Teklezan
Ādī-Teklezan är en ort i Eritrea.   Den ligger i regionen Ansebaregionen, i den centrala delen av landet, 30 km nordväst om huvudstaden Asmara. Ādī-Teklezan ligger 2 251 meter över havet och antalet invånare är 4 000.
Terrängen runt Ādī-Teklezan är huvudsakligen kuperad, men den allra närmaste omgivningen är platt. Runt Ādī-Teklezan är det tätbefolkat, med 369 invånare per kvadratkilometer. Ādī-Teklezan är det största samhället i trakten. Trakten runt Ādī-Teklezan består i huvudsak av gräsmarker.